# Língua oquinauana
A língua okinawana (em japonês: 沖縄口; romaniz.: Okinawa-guchi; em uchinaaguchi ou okinawano central: ウチナーグチ; transl.: Uchinā; [ʔut͡ɕinaːɡut͡ɕi]), é uma língua ryukyuana setentrional, falada principalmente na metade sul da ilha de Okinawa, bem como nas ilhas vizinhas de Kerama, Kumejima, Tonaki, Aguni, em ilhas próximas menores e também em São Paulo, no Brasil, local de diáspora japonesa e ryukyuana. O okinawano central distingue-se da fala ao norte de Okinawa, que é classificada independentemente, como a língua Kunigami. Ambas as línguas foram designadas como ameaçadas de extinção pelo Atlas das Línguas em Perigo do Mundo da UNESCO desde o seu lançamento, em fevereiro de 2009.
Apesar do okinawano englobar vários dialetos locais, a variação Shuri-Naha é geralmente reconhecida como padrão, pois foi usada como a língua oficial do Reino de Ryukyu desde o reinado do Rei Shō Shin (1477–1526). Além disso, como a antiga capital de Shuri foi construída em torno do palácio real, a linguagem usada pela corte real tornou-se o padrão regional e literário, que floresceu em canções e poemas escritos naquela época.
No Japão, o okinawano geralmente não é visto como uma língua distinta, mas sim como uma variação do japonês, (em japonês: 沖縄方言; romaniz.: Okinawa hōgen; lit. "dialeto de Okinawa"), ou mais especificamente, os dialetos do centro e sul de Okinawa (em japonês: 沖縄中南部諸方言; romaniz.: Okinawa Chūnanbu Sho hōgen); lit. "dialetos do centro e sul de Okinawa"). Os falantes de okinawano estão gradualmente mudando de idioma. Os habitantes de Okinawa estão assimilando e a acentuando o padrão japonês devido à semelhança das duas línguas, ao sistema de ensino padronizado e centralizado, à mídia, aos negócios, ao contato social com os japoneses e às tentativas anteriores do Japão para a supressão das outras línguas e culturas nativas indígenas. O okinawano ainda é falado por muitos idosos e também é mantido vivo na música popular, shows turísticos e no teatro, apresentando-se em um drama local chamado Uchinaa Shibai, que retrata a cultura e os costumes locais.

## História
Pré-Reino de Ryukyu
O oquinauano é uma língua japônica, derivado do "Proto-japônico". Estima-se que a divisão das línguas ryukyuanas e do japonês arcaico tenha ocorrido entre os séculos V e XII. As escritas japonesa e chinesa foram introduzidas por um missionário japonês em 1265.
Durante o Reino de Ryukyu
Pré-Satsuma
O hiragana era muito mais usado do que o kanji; poemas eram escritos somente em hiragana com alguns poucos kanji. O oquinauano se tornou a língua oficial durante o reinado de Shō Shin.
Pós-Satsuma até anexação
Depois de Ryukyu ter sido vassalizado pelo Domínio de Satsuma, o kanji ganhou mais destaque na poesia; porém, documentos ryukyuanos oficiais eram escritos em chinês clássico. 
Em 1609, o Reino de Ryukyu foi subjugado pelo domínio de Satsuma. Porém, Satsuma não invadiu o reino abertamente, com temor de conflitos com a China, esta última que tinha uma forte relação comercial com Ryukyu.
Anexação japonesa até o fim da Segunda Guerra Mundial
Quando Ryukyu foi anexado pelo Japão em 1879, a maioria das pessoas na ilha de Okinawa falavam oquinauano. Em dez anos, o governo japonês iniciou uma política de assimilação, onde as línguas ryukyuanas foram gradualmente suprimidas. O sistema educacional era o coração da japonização, onde as crianças de Okinawa eram ensinadas japonês e punidas por falarem sua língua nativa, sendo dito que sua língua era apenas um "dialeto". Em 1945, muitos oquinauanos falavam japonês e muitos eram bilíngues. Durante a Batalha de Okinawa, alguns habitantes de Okinawa foram mortos por soldados japoneses por falar oquinauano.
A mudança de idioma para o japonês em Ryukyu/Okinawa começou em 1879, quando o governo japonês anexou Ryukyu e estabeleceu a prefeitura de Okinawa. O escritório da prefeitura consistia principalmente de pessoas da Prefeitura de Kagoshima, antigo Domínio de Satsuma. Isso causou a modernização de Okinawa, bem como a mudança do idioma para japonês. Como resultado, o japonês se tornou o idioma padrão para administração, educação, mídia e literatura.
Em 1902, o Conselho Nacional de Pesquisa Linguística (em japonês: 国語調査委員会; romaniz.: Kokugochōsa iinkai; lit. "Comitê de pesquisa em língua japonesa") iniciou a unificação linguística do Japão ao japonês padrão. Isso causou a estigmatização linguística de muitas variedades locais no Japão, incluindo o oquinauano. Com a aceleração da discriminação, os próprios habitantes de Okinawa começaram a abandonar suas línguas e mudaram para o japonês padrão.
Ocupação americana
Sob a administração americana, houve uma tentativa de reviver e padronizar o oquinauano, mas isso se mostrou difícil e foi trocado em favor do japonês. O general Douglas MacArthur tentou promover as línguas e a cultura de Okinawa através da educação. Várias palavras inglesas foram introduzidas.
Retorno ao Japão até atualmente
Após a reversão de Okinawa para o controle do Japão, o japonês continuou a ser a língua dominante usada, e a maioria das gerações mais jovens só fala o dialeto de Okinawa. Houve tentativas de reviver o oquinauano por pessoas notáveis, como Byron Fija e Seijin Noborikawa, mas poucos nativos de Okinawa desejam aprender a língua.
Fora do Japão
O oquinauano ainda é falado por comunidades de imigrantes no Brasil e no Havaí. Os primeiros imigrantes da ilha de Okinawa para o Brasil desembarcaram no porto de Santos em 1908, atraídos pela promessa de trabalho e terras cultiváveis. Uma vez em um país novo e longe de sua terra natal, eles se viram em um lugar onde não havia a proibição de sua língua, permitindo que eles falassem de bom grado, celebrassem e preservassem sua fala e cultura até os dias atuais. Atualmente, os centros e comunidades de oquinauanos-japoneses no Estado de São Paulo são uma referência mundial para esta língua, ajudando-a a permanecer viva.

## Classificação
O oquinauano é por vezes agrupada com Kunigami como parte das línguas de Okinawa; no entanto, nem todos os linguistas aceitam tal agrupamento, alguns alegando que o Kunigami é um dialeto oquinauano. Okinawa também é agrupada com a língua Amami sob a família de línguas ryukyuanas setentrionais.
Dialeto da língua japonesa
Desde a criação da Prefeitura de Okinawa, o oquinauano foi rotulado como um dialeto do japonês como parte de uma política de assimilação. Mais tarde, linguistas japoneses, como Tōjō Misao, que estudaram as línguas ryukyuanas, argumentaram que eles são de fato dialetos. Isso se deve ao equívoco de que o Japão é um estado homogêneo (um povo, um idioma, uma nação) e a classificação das línguas ryukyuanas como tais descreditaria essa crença. A posição oficial atual do governo japonês é que oquinauano é um dialeto, e é comum dentro da população japonesa que ele seja chamado de dialeto de Okinawa (em japonês: 沖縄方言; romaniz.: okinawa hōgen) ou dialeto de Okinawa (em japonês: 沖縄弁; romaniz.: okinawa-ben). A política de assimilação, juntamente com o aumento da interação entre o Japão e Okinawa através da mídia e da economia, levou ao desenvolvimento do japonês oquinauano, que é um dialeto do japonês.
Dialetos da língua ryukyuana
Seizen Nakasone, linguista de Okinawa, afirma que as línguas ryukyuanas são, de fato, agrupamentos de dialetos semelhantes. Como cada comunidade tem seu próprio dialeto distinto, não existe "uma língua". Nakasone atribui essa diversidade ao isolamento causado pela imobilidade, citando a história de sua mãe, que queria visitar a cidade de Nago, mas nunca fez a viagem de 25 km antes de morrer com uma idade avançada.
Sua própria linguagem distinta
Fora do Japão, o oquinauano é considerado um idioma separado do japonês. Isso foi proposto pela primeira vez por Basil Hall Chamberlain, que comparou a relação entre o oquinauano e o japonês com o das línguas românicas. A UNESCO o marcou como uma língua ameaçada.

### Sociolinguística
A UNESCO listou seis variedades de línguas de Okinawa como línguas ameaçadas em 2009. A ameaça ao oquinauano deve-se em grande parte à mudança para o japonês padrão. Ao longo da história, as línguas de Okinawa foram tratadas como dialetos do japonês padrão. Por exemplo, no século XX, muitas escolas usaram “etiquetas de dialeto” para punir estudantes que falavam em alguma língua ryukyuana. Consequentemente, muitos dos falantes restantes hoje escolhem não transmitir suas línguas às gerações mais jovens devido à estigmatização das línguas no passado.
Houve diversos esforços de revitalização para reverter a mudança do idioma. No entanto, o oquinauano ainda é mal ensinado em instituições formais devido à falta de apoio do Conselho de Educação de Okinawa: a educação em Okinawa é realizada exclusivamente em japonês, e as crianças não estudam oquinauano como segunda língua na escola. Como resultado, pelo menos duas gerações de habitantes de Okinawa cresceram sem qualquer proficiência em suas línguas locais, tanto em casa como na escola.

## Amostra de texto
Transliterado em alfabeto latino:
Ninjinoo taan 'nmariyagiinaa jiyu yai, mata, duu teeshichi ni umuyuru chimu tu duu mamurandiru chimoo taa yatin yunu gutu sajakatooru mun yan. Ninjinoo muutu kara iikani nu sunawatookutu, tageeni choodeeyandiru kangeesaani kutuni atarandaree naran.
Português:
Todos os seres humanos nascem livres e iguais em dignidade e direitos. São dotados de razão e consciência e devem agir em relação umas às outras com espírito de fraternidade (Artigo 1º Declaração Universal dos Direitos Humanos)

### Provérbios
Nmarijima nu kutuba wasshii nee kuni n wasshiin.
Esquecer sua língua nativa significa esquecer o seu país natal.
Shinjichi nu ada nayumi.
Gentileza não será demais em nenhum caso.
Tusui ya tatashina mun. Warabee shikashina mun.
Os mais velhos devem ser tratados com o devido respeito. As crianças devem ser tratadas com gentileza.